# チャブ

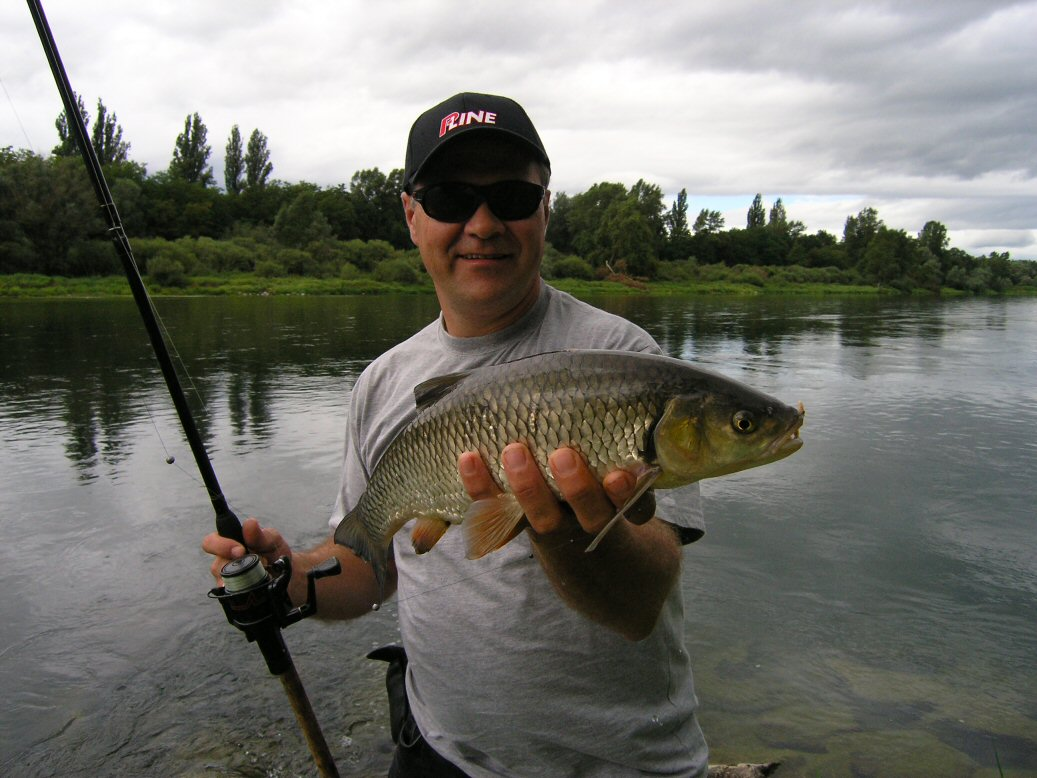
ライン川で釣られたチャブ

チャブは、コイ科ウグイ亜科の淡水魚である。主にヨーロッパの流れの緩やかな川や運河等に住む。

## 分布
アンドラ、アルメニア、オーストリア、アゼルバイジャン、ベラルーシ、ベルギー、ボスニア・ヘルツェゴビナ、ブルガリア、チェコ共和国、エストニア、フィンランド、フランス、グルジア、ドイツ、ギリシア、ハンガリー、イラン、イタリア、カザフスタン、ラトビア、リトアニア、モルドバ、オランダ、ノルウェー、ポーランド、ポルトガル、ルーマニア、ロシア、セルビア・モンテネグロ、スロバキア、スペイン、スウェーデン、スイス、トルコ、イラン、ジョージア、ウクライナ、イギリスに分布する。

## 釣り
比較的どのような状況でも釣ることができ、釣り人に人気がある。
小さいチャブはすぐに餌に食いつく魚で、初心者でも容易に釣ることができる。しかし成魚になるとより用心深くなる。その結果、2kgを越えるような大きなチャブは釣り人に熱心に捜し求められている。餌は練り餌、サシ、ミミズなど。
イギリス国内で釣られたチャブの大きさの記録が2007年3月に南部の池で4.2kgのチャブを釣ったスティーブ・ホワイトによって塗り替えられた。

## 書籍
- 「釣魚大全」では味はまずいが、調理方法によっては美味しくなる魚として登場。（1997年，平凡社「釣魚大全Ⅰ（完訳）」飯田 操 訳）[3]